# Łomna (województwo podkarpackie)
Łomna (dawniej Łumna) – nieistniejąca osada w województwie podkarpackim, w powiecie przemyskim, w gminie Bircza. Leży na terenie Pogórza Przemyskiego.
Łomna wspominana była w roku 1494 jako jedna z wsi wchodzących w skład klucza rybotyckiego. 
W połowie XIX wieku właścicielami posiadłości tabularnej w Łumnej byli Antoni i Józef Tyszkowscy. Ostatni właściciel, Paweł Tyszkowski na pocz. XX w. zapisał wieś Polskiej Akademii Umiejętności w Krakowie.
W 1921 r. Łomna liczyła 109 domów i 672 mieszkańców (625 wyznania gr-kat, 5 rz-kat, 42 mojżeszowego). We wsi była parafia greckokatolicka i drewniana cerkiew Zaśnięcia NMP w Łomnej, zbudowana w roku 1851, rozebrana w 1946. 31 lipca 1944 została zajęta przez wojska radzieckie.
W II Rzeczypospolitej wieś w powiecie dobromilskim województwa lwowskiego.
Po II wojnie światowej wszyscy mieszkańcy zostali wysiedleni. Trzy domy z Łomnej zostały przeniesione do wsi Korzeniec, gdzie stoją do dziś. Opuszczoną wieś zarasta las.
W latach 1975–1998 miejscowość należała administracyjnie do województwa przemyskiego.
Do roku 1990 Łomna należała do kompleksu rządowego ośrodka wypoczynkowego Arłamów i była niedostępna. W granicach obrębu ewidencyjnego Łomna znajduje się Lotnisko i heliport Arłamów
W miejscu dawnej wsi stoi tablica informacyjna, znajdują się tu obecnie zabudowania należące do Caritas Ordynariatu Polowego Wojska Polskiego. Podczas wakacji odbywają się tutaj obozy wypoczynkowe dla dzieci z całej Polski oraz ze Słowacji i Ukrainy.
Od października 2004 r. w Łomnej istnieje„ Las medialny”, będący symbolem polsko – ukraińskiego pojednania. Posadzony on został przez kilkudziesięciu dziennikarzy z Polski i Ukrainy, którzy spotykają się tutaj co roku, by rozmawiać o współpracy i przyszłości.

## Ścieżki dydaktyczne
- W miejscowości tej znajduje się ścieżka historyczno - przyrodniczo – dydaktyczna „Łomna” z miejscem na ognisko.